# トロール網

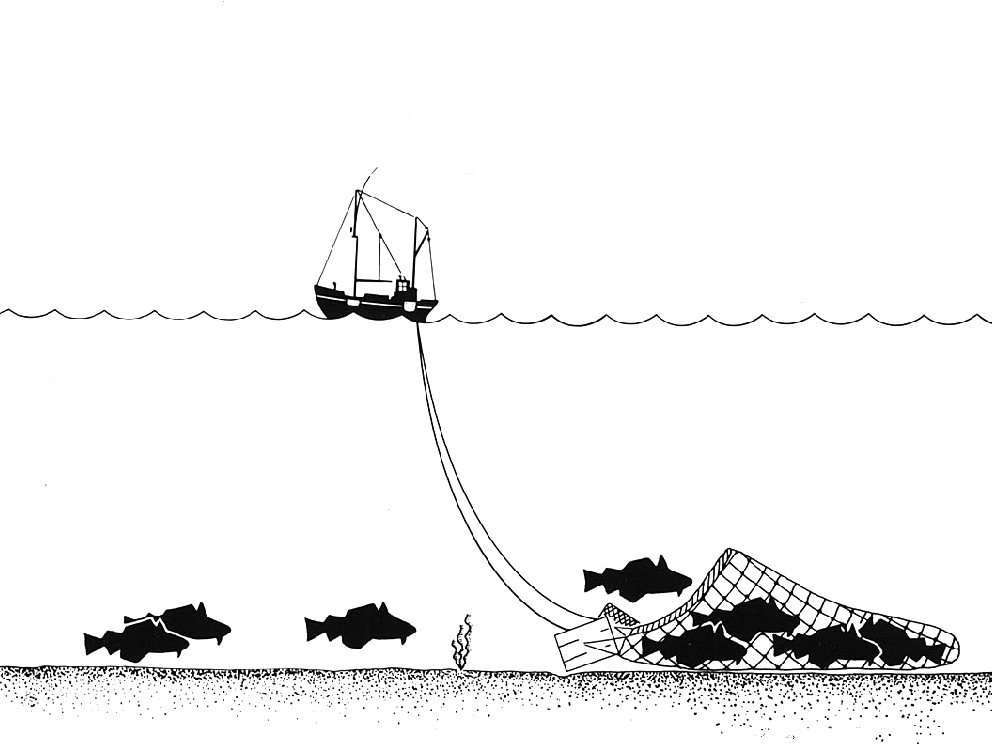
トロール漁業の概念図

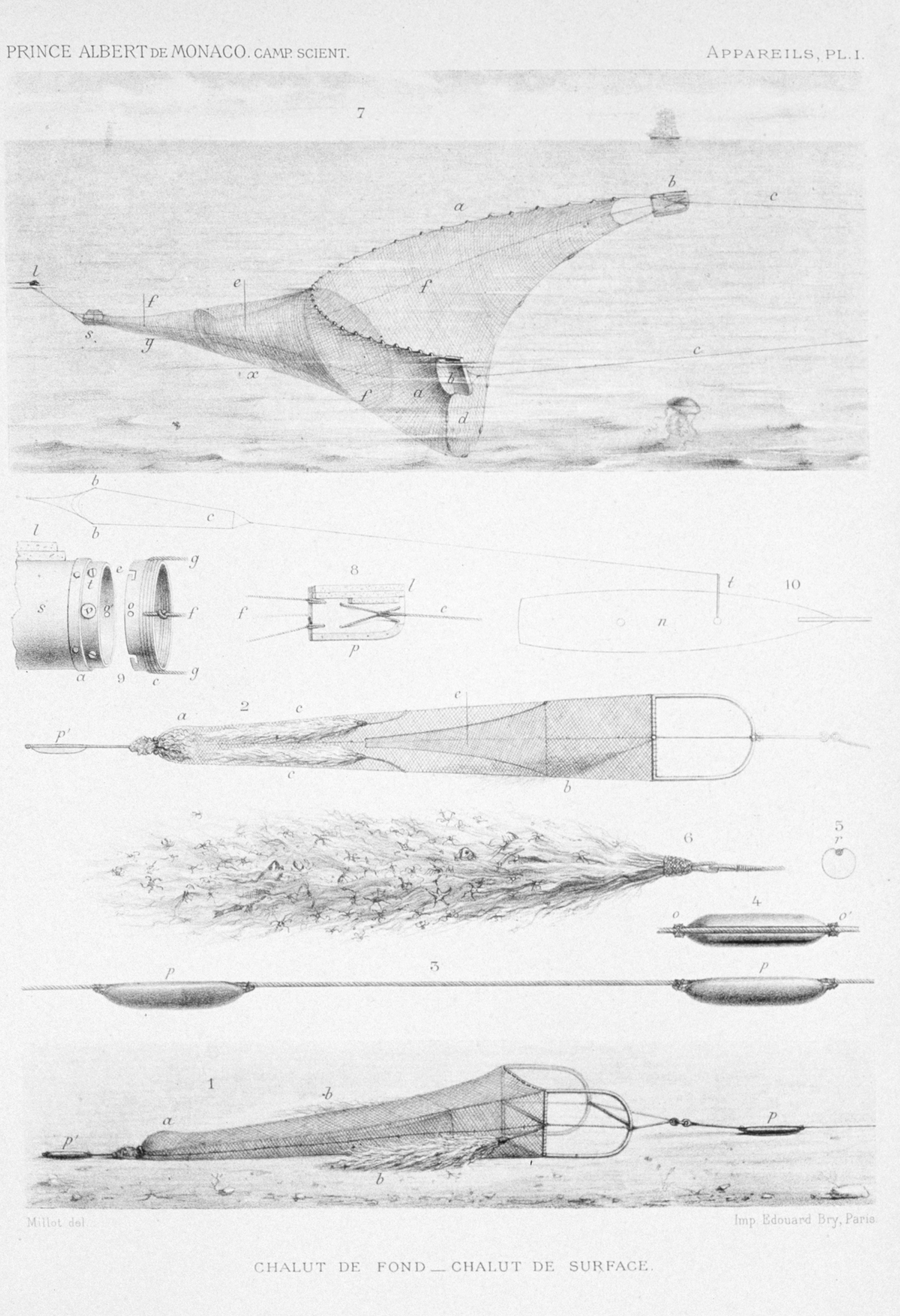
古いタイプのトロール網の図。一番上は浅いところで用いるもの。残り2つは深いところで用いるもの。

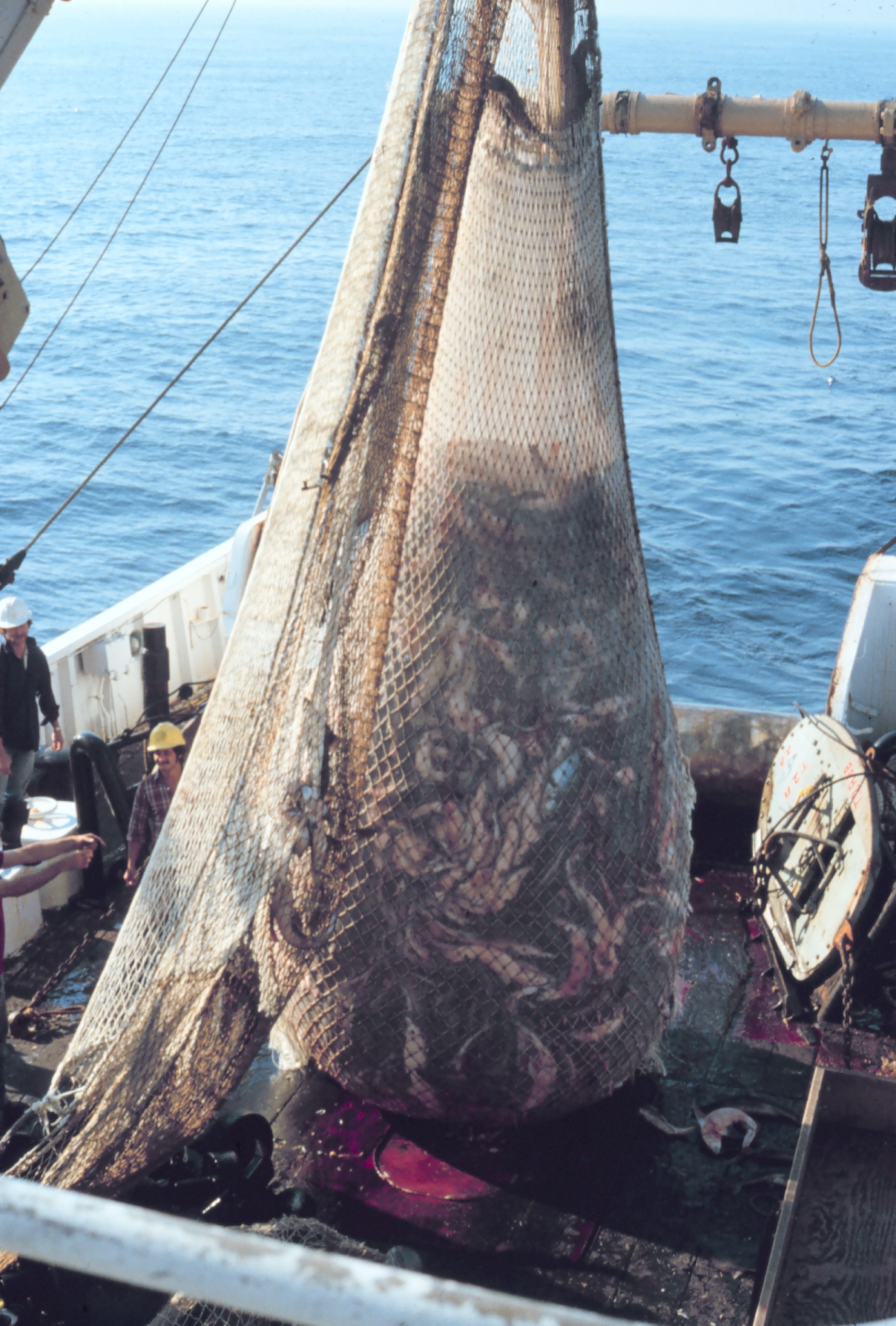
トロール網を漁船に引き上げたところ。

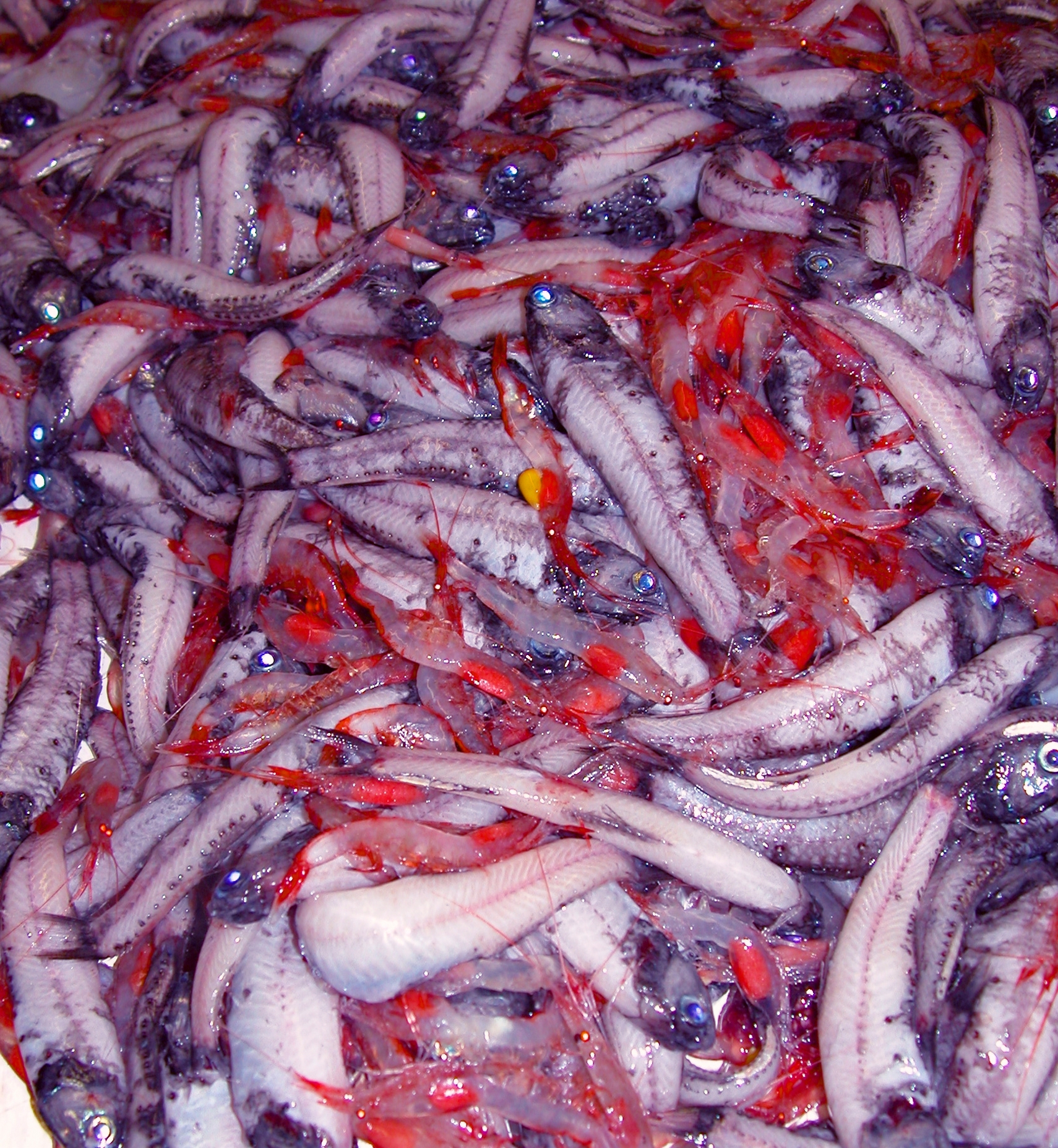
深さ200m以上の海底でトロール網を用いて得られた獲物。ハダカイワシとグラスシュリンプ。

トロール網（trawl）とは、漁網のうち底引き網の一種である。

## 概要
トロール網は両側に袖網を付けた三角形の袋網で、長さはおよそ25メートル程度のものをいう。この網を船で曳いて航行することで大量に魚を捕獲できる。主にカレイやタラなどの遠洋漁業に使用される。英国で発達したもので、日本では1904年（明治37年）に奥田亀造が大阪で海光丸を建造し農商務省と鳥取県の支援を得て試漁を行ったが各地で漁民の反対に遭い挫折した。そのため本格的な導入は1907年（明治40年）、倉場富三郎（Thomas Albert Glover）による英国からの深紅丸の輸入以降であった。1912年（大正元年）頃にピークに達するが、一度に獲れすぎて魚価が下落すること、収奪的な方法であり漁業資源にダメージを与えることから沿岸漁民が反対し、急速に衰退することとなった。
このトロール網を使う漁業・漁法がトロール漁業、これを行う漁船がトロール船であり、それら三者いずれも「トロール」と略されることがある。